# Torx

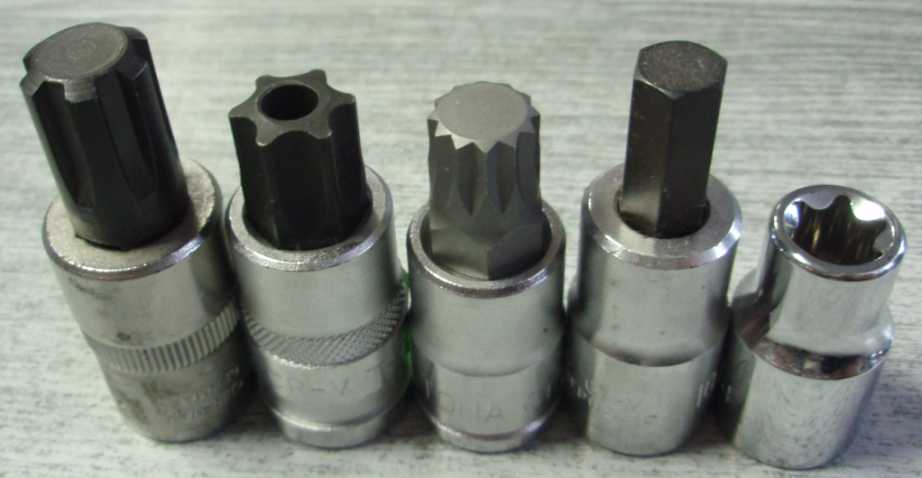
Ribe, Torx, XZN, SW, E

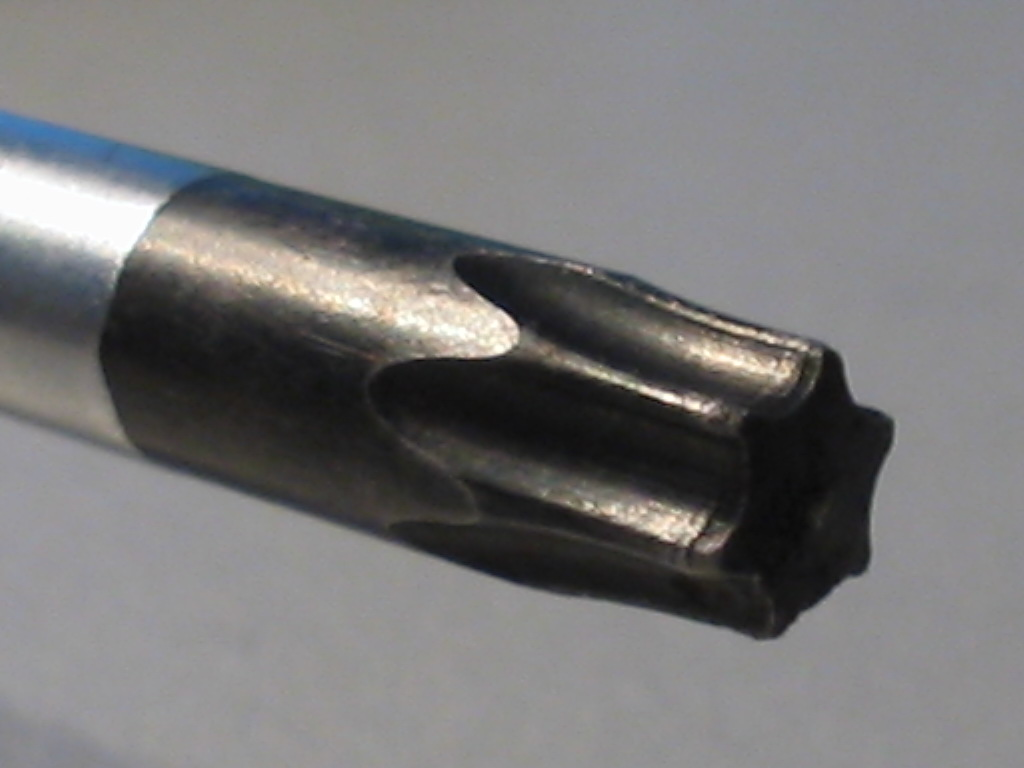
Uma chave Torx

TORX, desenvolvido por Camcar LLC do Acument Tecnologias Globais (antigo Camcar Textron), é a marca registrada para um tipo de cabeça de parafuso caracterizado por uma chave de 6 pontas formando uma estrela. O nome genérico é chave interna hexalobular e é unificado pela ISO (Organização Internacional para Padronização) como ISO 10664.  
Pelo design, a chave TORX possui uma resistência maior a pressão de encaixe do que a chave Phillips pelo seu formato do encaixe como uma cabeça de parafuso. A cabeça da chave Phillips é projetada para pular fora da fenda evitando assim que um aperto muito forte possa danificar o encaixe. Por esta razão as indústrias usam mais a chave TORX pois são mais eficientes em processos automatizados.
A chave TORX foi desenvolvida no Camcar centro Técnico, situado em Rockford, Illinois.  
Os parafusos TORX são encontrados com mais frequência em automóveis, disco rígido, sistemas de computador (Compaq usa quase exclusivamente parafusos T15), equipamentos eletrônicos e brinquedos de uma forma em geral.

## Tamanho
As medidas de tamanhos das chaves TORX são descritas usando a letra maiúscula "T" (Tê), seguida por um número. Um número menor corresponde a uma dimensão menor. São tamanhos comuns: T10, T15 e T25; abarcando de T1 a T100.

- Parafuso
- (em inglês)Padrões de tamanhos TORX (WIHA)

| Tamanho                                                                                          | Polegadas P para P | Metrico P para P | Maior alcance da chave Torx[1] |
| ------------------------------------------------------------------------------------------------ | --- | --- | --- |
| T01 T02 T03 T04 T05 T06 T07 T08 T09 T10 T15 T20 T25 T27 T30 T40 T45 T50 T55 T60 T70 T80 T90 T100 | 0.031" 0.036" 0.046" 0.050" 0.055" 0.066" 0.078" 0.090" 0.098" 0.107" 0.128" 0.151" 0.173" 0.195" 0.216" 0.260" 0.306" 0.346" 0.440" 0.519" 0.610" 0.690" 0.784" 0.871" | 0.81 mm 0.93 mm 1.10 mm 1.28 mm 1.42 mm 1.70 mm 1.99 mm 2.31 mm 2.50 mm 2.74 mm 3.27 mm 3.86 mm 4.43 mm 4.99 mm 5.52 mm 6.65 mm 7.82 mm 8.83 mm 11.22 mm 13.25 mm 15.51 mm 17.54 mm 19.92 mm 22.13 mm | 0.02 to 0.03 N m 0.07 to 0.09 N m 0.14 to 0.18 N m 0.22 to 0.28 N m 0.43 to 0.51 N m 0.75 to 0.90 N m 1.40 to 1.70 N m 2.20 to 2.60 N m 2.80 to 3.40 N m 3.70 to 4.50 N m 6.40 to 7.70 N m 10.50 to 12.70 N m 15.90 to 19.00 N m 22.50 to 26.90 N m 31.10 to 37.40 N m 54.10 to 65.10 N m 86.0 to 103.20 N m 132.0 to 158.0 N m 218.0 to 256.0 N m 379.0 to 445.0 N m 630.0 t0 700.0 N m 943.0 to 1048.0 N m 1334.0 to 1483.0 N m 1843.0 to 2048.0 N m |
1. ↑  
1 N m = 8.851 lbf • in